# Amedeo Biavati
Amedeo Biavati (4. april 1915 - 22. april 1979) var en italiensk fodboldspiller (angriber/midtbane) og -træner.
Biavati blev verdensmester med Italiens landshold ved EM 1938 i Frankrig, og spillede tre af italienernes fire kampe i turneringen. Han nåede i alt at spille 18 landskampe, hvori han scorede otte mål.
På klubplan spillede Biavati 12 år hos Bologna FC i sin fødeby, og var med til at vinde fire italienske mesterskaber med klubben.